# Fédération anglaise de basket-ball
La Fédération anglaise de basket-ball (England Basketball) est une association, fondée en 1937, chargée d'organiser, de diriger et de développer le basket-ball en Angleterre.
La Fédération représente le basket-ball auprès des pouvoirs publics ainsi qu'auprès des organismes sportifs nationaux et internationaux et, à ce titre, l'Angleterre dans les compétitions internationales. Elle défend également les intérêts moraux et matériels du basket-ball anglais. Elle est affiliée à la FIBA depuis 1937, ainsi qu'à la FIBA Europe.
Elle est l'une des fédérations à l'origine de la Fédération britannique de basket-ball.